# Staro mesto Bern
Staro mesto Bern (nemško Altstadt) je srednjeveško središče mesta Bern v Švici. Zgrajeno na ozkem griču, ki ga s treh strani obdaja reka Aare, njegova kompaktna postavitev ostaja v bistvu nespremenjena od svoje gradnje med 12. do 15. stoletjem. Kljub večjemu požaru leta 1405, po katerem je bil večji del mesta obnovljen iz peščenjaka in velikim gradbenim prizadevanjem v 18. stoletju, je staro mestno jedro Berna ohranilo svoj srednjeveški značaj.
V starem mestu je najvišji švicarski Münster, pa tudi druge cerkve, mostovi in velika zbirka renesančnih fontan. Poleg številnih zgodovinskih stavb so v starem mestu tudi sedeži zvezne, kantonalne in občinske vlade. Zaradi kompaktnega in na splošno nedotaknjenega srednjeveškega jedra je od leta 1983 na Unescovem seznamu svetovne kulturne dediščine in je odličen primer vključitve sodobnega sveta v srednjeveško mesto. Številne stavbe v starem mestnem jedru so bile označene kot švicarska kulturna znamenitost državnega pomena, pa tudi celotno staro mesto.

## Zgodovina
Najstarejša naselja v dolini reke Aare segajo v obdobje neolitika. V 2. stoletju pred našim štetjem so dolino naselili Helveti. Po rimskem zavzetju Helvetije je bilo v bližini starega mesta ustanovljeno majhno rimsko naselje. To naselje je bilo zapuščeno v 2. stoletju našega štetja. Od takrat do ustanovitve Berna je območje ostalo redko poseljeno.

### Ustanovitev
Zgodovina mesta Bern se začne z ustanovitvijo vojvode Berchtolda V. Zähringena leta 1191. Lokalna legenda pravi, da se je vojvoda zaobljubil, da bo mesto poimenoval po prvi živali, ki jo je srečal na lovu, za katero se je izkazalo, da je medved. Iz te legende izhajata tudi ime mesta (Bern lahko pomeni Bär(e)n, medvedi) in njegova heraldična zver. Takrat je bila večina današnje Švice (takrat veljala za del južne Burgundije) pod oblastjo hiše Zähringen. Voditelji Zähringerjev, čeprav brez lastnega vojvodstva, so bili z ukazom nemškega kralja imenovani za vojvode in so izvajali cesarsko oblast južno od Rena. Da bi tam postavili svoj položaj, so ustanovili ali razširili številna naselja, med drugim Fribourg (leta 1157), Bern, Burgdorf in Murten.
Območje, ki ga je izbral Berchtold V., je bil hribovit polotok, ki ga je s treh strani omejevala reka Aare. Zaradi te lege je bilo mesto enostavno braniti in je vplivalo na kasnejši razvoj mesta. Zaradi dolge in ozke oblike polotoka se je mesto razvilo v več dolgih, vzporednih vrstah hiš. Edini večji križišči (severni in južni) sta se razvili ob mestnem obzidju, ki so ga premaknili, da se je mesto lahko razširilo. Zato križišči označujeta stopnje razvoja v starem mestnem jedru Berna.
Na vzhodnem koncu polotoka je Berchtold IV. v drugi polovici 12. stoletja ustanovil majhno utrdbo, imenovano grad Nydegg. Ko je bila utrdba zgrajena ali leta 1191, je bilo mesto Bern ustanovljeno okoli vzhodnega konca polotoka.

### Prva širitev – 1191
Prva širitev Berna se je zgodila ob ustanovitvi mesta. Najverjetneje se je prvo mesto začelo ob gradu Nydegg in segalo do Zytglogge (švicarsko nemško: stolpna ura). Mesto so delile tri vzdolžne ulice, ki so se raztezale od gradu do mestnega obzidja. Tako položaj mestne cerkve kot oblika napuščev sta bili značilna za Zähringerjevo mesto.
V prvi polovici 13. stoletja sta bili dodani še dve ulici (Brunngasse in Herrengasse). Brunngasse je bila polkrožna ulica na severnem robu mesta, medtem ko je bila Herrengasse na južni strani mesta. Čez Aare je bil zgrajen lesen most, ki je omogočal povečano trgovino in omejeval naselja na vzhodnem bregu reke.

### Druga širitev – 1255 to 1260
V drugi polovici 13. stoletja se je ob reki temelj gradu Nydegg okrepil in povezal z novim zahodnim mestnim obzidjem. Ta zid je bil dodan za zaščito štirih ulic, znanih kot Novo mesto ali Savojsko mesto, ki sta vzniknili zunaj Zytglogge. Nov zahodni del obzidja je imel vrata, znana kot Käfigturm (nemško: Stolp zapor).
Okoli leta 1268 je bil grad Nydegg uničen in mesto se je razširilo na območje, ki ga je prej zasedel grad. Na jugovzhodnem delu polotoka pod glavnim gričem, ki ga je zasedel preostali del starega mesta, je zrasel odsek, znan kot Matte.

### Tretja širitev – 1344 to 1346
Skoraj stoletje je Käfigturm ostal zahodna meja Berna. Ko pa je mesto raslo, so se ljudje začeli naseljevati zunaj obzidja. Leta 1344 je mesto začelo graditi tretji zid za zaščito naraščajočega prebivalstva. Do leta 1346 je bil projekt končan in šest novih ulic je bilo zaščitenih z obzidjem in Christoffelturmom (nemško: stolp sv. Krištofa). Christoffelturm je do 19. stoletja ostal zahodna meja Berna. Od leta 1622 do 1634 je bila zunaj Christoffelturma dodana vrsta obrambnih zidov in močnih točk. Ti obrambni zidovi, znani kot Grosse Schanze in Kleine Schanze (velika oziroma mala reduta), pa tudi Schanzegraben (obrambni jarek), nikoli niso bili uporabljeni kot življenjski prostor mesta, čeprav je bil Schanzengraben nekaj časa uporabljen kot hiša Bärengraben.

### Velik požar 1405
Bern je bil vključen na seznam Unescove svetovne dediščine zaradi »izjemno skladnega koncepta načrtovanja« in ker je »srednjeveško mesto ... ohranilo svoj prvotni značaj«. Bern svoj skladen koncept načrtovanja in svoje slavne arkade dolguje katastrofi. Leta 1405 je izbruhnil požar v Bernu, ki je bil takrat večinoma iz lesenih stavb. Požar se je razšitil skozi mesto in uničil večino stavb. Po tej katastrofi je bilo mesto obnovljeno z vsemi kamnitimi hišami v podobnih srednjeveških slogih. Arkade so bile dodane skozi 15. stoletje, ko so se hiše razširile v zgornjih nadstropjih na ulico. V naslednjih treh stoletjih so bile hiše spremenjene, ključni elementi (kamnita gradnja, arkade) pa so ostali.
V 16. stoletju, ko je Bern postal močna in bogata mestna država, so mu dodali javne vodnjake. Številni vodnjaki so bili na vrhu okrašeni z velikimi alegoričnimi kipi, enajst jih je še vedno vidnih v mestu. Fontane so služile za prikaz moči in bogastva mesta , pa tudi za oskrbo prebivalcev mesta s svežo vodo. Na splošno je mesto v naslednjih dveh stoletjih ostalo skoraj nespremenjeno.

### Širitev in uničenje Christoffelturma
Do zgodnjega 19. stoletja se je Bern razširil, kolikor se je lahko, znotraj starih mestnih obzidij. Vse več ljudi je živelo zunaj mestnega obzidja v sosednjih skupnostih. Skozi 19. stoletje je ta obroč modernih sosesk naraščal okoli starega mesta, ne da bi ga prisilile, da se ruši srednjeveško mestno jedro. Vendar je rast okoli starega mesta pripeljala do več projektov.
V starem mestnem jedru Berna so bile številne stare kamnite stavbe obnovljene, ne da bi spremenile zunanji videz. Zvonik v Münstru (nemško: minister ali stolnica) je bil končno dokončan, zaradi česar je postal najvišja cerkev v Švici. V Nydeggu čez Aare je bil v letih 1842 do 1844 zgrajen nov most. Nov most je bil večji od še vedno stoječega starega mostu, imenovanega Untertorbrücke, ki je bil zgrajen med 1461 in 1487.
Eden največjih projektov je bilo predlagano uničenje Christoffelturma, da bi odprli zahodni del mesta. Po zelo tesnem glasovanju je bila odločitev o odstranitvi Christoffelturma in mestnega obzidja sprejeta 15. decembra 1864. Spomladi naslednjega leta je Gottlieb Ott vodil ekipo, ki je stolp odstranila. Trenutno je nekdanja lokacija Christoffelturma veliko cestno križišče, glavna avtobusna postaja in osrednja železniška postaja.

### Zvezna prestolnica v 20. stoletju
Po državljanski vojni imenovani Sonderbundskrieg (sledila je potem, ko je sedem katoliških kantonov leta 1845 ustanovilo Sonderbund - ločeno zavezništvo-, da bi zaščitilo svoje interese pred centralizacijo oblasti) je leta 1847 Švica sprejela zvezno ustavo in Bern je bil izbran za glavno mesto nove zvezne države. Glasovanje za to, da bi Bern postal zvezno mesto, je v Bernu zaradi zaskrbljenosti glede stroškov naletelo na malo navdušenja (419 proti 313 glasov). Prvo Bundesrathaus ali Parlamentarno hišo je zgradilo mesto Bern v novorenesančnem slogu v letih 1852–1857. Zrcalna slika Bundeshaus Ost (Vzhodna zvezna stavba) je bila zgrajena v letih 1884–1892. Nato je bila med ostalima stavbama v letih 1894–1902 zgrajena kupolasta Parlamentsgebäude ali Stavba parlamenta. Tri stavbe parlamenta predstavljajo večino nove, zvezne gradnje v Starem mestu. Večina drugih stavb, ki prihajajo z glavnim mestom, je bila postavljena zunaj starega mesta ali pa je bila vključena v obstoječe stavbe.
Stoletja so bili v starem mestu znameniti Bärengraben (nemško za Medvedja jama). Po besedah bernskega zgodovinarja Valerija Anshelma so bili prvi medvedi na Bärenplatzu leta 1513. Leta 1764 so jih iz sodobnega Bärenplatza preselili v Schanzengraben v bližini nekdanjega Christoffelturma. Medvedi pa so ostali v Starem mestu, dokler jih širitev nove prestolnice ni izrinila. Medvedi in Bärengraben so bili 27. maja 1857 preseljeni iz starega mesta čez Aare.
V 20. stoletju se je Bern moral ukvarjati z vključevanjem sodobnega sveta v srednjeveško mesto. Trg, kjer je bil nekoč Christoffelturm, je postal osrednje avtobusno postajališče mesta. Glavna železniška postaja je bila zgrajena pod trgom in dejansko vključuje nekatere temelje iz Christoffelturma in zid na železniški postaji. Vendar pa je eden največjih izzivov vključevanje avtomobilskega prometa v staro mesto. Zaradi števila pomembnih zgradb v starem mestu in osrednje lege starega mesta tega območja ni bilo mogoče popolnoma zapreti za vozila. Medtem ko nekatere ulice ostajajo cone za pešce, po večini glavnih ulic vozi mestni avtobus, tramvaj ali osebna vozila.

## Okrožja in soseske
Staro mesto je bilo zgodovinsko razdeljeno na štiri četrti (Viertel) in štiri soseske (Quartiere). Viertel so bila mestna uradna upravna okrožja. Ustanovili so jih za davčne in obrambne namene v 13. stoletju, prenehali pa so jih uporabljati leta 1798 po padcu Ancien Régime v Bernu.
Večji praktični pomen so imele Quartiere, štiri tradicionalne soseske, v katerih so se zbirali ljudje podobnega družbenega in ekonomskega ranga. Pojavile so se v poznem srednjem veku, prekrivale meje Viertelov in ostajajo zlahka prepoznavne v današnjem mestnem okolju
Osrednja in najstarejša soseska je Zähringerstadt (mesto Zähringer), v katerem so bile glavne politične, gospodarske in duhovne institucije srednjeveškega mesta. Ti so bili strogo ločeni: uradne zgradbe so bile okoli Kreuzgasse (Križna ulica), cerkvene stavbe so bile v Münstergasse in Herrengasse, medtem ko so se cehi in trgovske dejavnosti zbirali okrog osrednje Kramgasse in Gerechtigkeitsgasse. Junkerngasse, ki je vzporedna z Gerechtigkeitsgasse, je bila prvotno znana kot Kilchgasse, vendar je bila preimenovana zaradi številnih patricijev ali neimenovanega plemstva, ki je živelo na južni strani polotoka.
Druga najstarejša soseska, Innere Neustadt (Notranje novo mesto), je bila zgrajena med prvo širitvijo mesta proti zahodu leta 1255, med prvo zahodno steno, ki jo varuje stolp Zytglogge in drugo steno, ki jo varuje Käfigturm. Njena osrednja značilnost je široka tržna ulica Marktgasse.
Nydeggstalden in Mattequartier, ki sta na severovzhodu in jugovzhodu polotoka Aare, skupaj predstavljata najmanjšo sosesko v srednjeveškem Bernu. Na tem območju so prevladovale delavnice in trgovska dejavnost, srednjeveški viri pa govorijo o številnih pritožbah glede nenehnega in očitno motečega hrupa strojev, vozov in trgovine. Območje Matte ob reki ima tri umetne kanale, skozi katere je bila voda Aare preusmerjena v pogon treh vodnih mlinov v mestni lasti, zgrajenih leta 1360. V začetku 20. stoletja je bila na tej lokaciji zgrajena majhna hidroelektrarna. V bližini je prometni Schiffländte (pristanišče) dovolil pretovarjanje blaga, ki se je prevažalo z ladjami gor in dol po reki.
Zadnja zgrajena soseska je bilo Äussere Neustadt (Zunanje novo mesto), ki je Bernu dodalo še tretjo in zadnjo plast obrambe, ki se je začela leta 1343. Vsi ti zidovi, vrata in zemeljska dela so bili porušeni v 19. stoletju, ki se je končalo z uničenjem največjega od treh stražarskih stolpov, Christoffelturm. Le štiri osrednje ulice so bile v poznem srednjeveškem obdobju obložene s stanovanjskimi hišami, preostali del območja pa je bil namenjen kmetijstvu in živinoreji.

## Znamenite stavbe
Medtem ko je celotno staro mestno jedro Bern na Unescovem seznamu svetovne dediščine, v mestu obstajajo številne zgradbe in fontane, ki jih je treba posebej omeniti. Vse te stavbe so navedene tudi v švicarskem Popisu kulturnih dobrin državnega in regionalnega pomena.

### Bernski Münster
Bernski Münster je protestantska gotska stolnica, ki se nahaja na južni strani polotoka. Gradnja Münsterja se je začela leta 1421 in končala z zvonikom leta 1893. Zvonik je 100 m visok in je najvišji v Švici. Največji zvon v zvoniku je tudi največji zvon v Švici. Ta ogromen zvon, težak približno 10 ton in premera 247 cm, je bil odlit leta 1611 in še vedno zvoni vsak dan. Ko pozvoni, je sicer mogoče stati ob zvonu, vendar mora človek zapreti ušesa, da ne pride do poškodbe sluha.
Nad glavnim portalom je redka celotna zbirka gotske skulpture. Zbirka predstavlja krščansko vero v Poslednjo sodbo, kjer bodo hudobni ločeni od pravičnih. Velikih 47 samostoječih kipov so kopije (izvirniki so v zgodovinskem muzeju v Bernu), 170 manjših kipov pa je originalnih.
Notranjost je velika, odprta in dokaj prazna. Skoraj vsa umetnost in oltarji v stolnici so bili odstranjeni leta 1528 med ikonoklazmom protestantske reformacije. Slike in kipi so bili odloženi na mestu, ki je postalo stolnična terasa, zaradi česar je bila terasa bogato arheološko najdišče. Edina večja umetniška dela, ki so preživela ikonoklazem znotraj stolnice, so vitraji in korne klopi.
Vitražna okna so iz leta 1441–1450 in veljajo za najdragocenejša v Švici. Okna vključujejo številne heraldične simbole in verske podobe ter celotno okno Ples smrti". To okno prikazuje smrt kot okostje, ki zahteva ljudi iz vseh poklicev in družbenih slojev. Ples smrti je bil namenjen opomniku, da bo smrt prišla vsem ne glede na bogastvo ali status in je lahko bila tolažba v svetu, napolnjenem z nadlogami in vojnami.
V koru na vzhodni strani stolnici med ladjo in svetiščem stojijo prve renesančne korne klopi v Švici. Klopi so izrezljane z resničnimi živalmi in podobami vsakdanjega življenja.

### Zytglogge
Zytglogge je znamenit srednjeveški urni stolp v starem mestnem jedru Berna. Obstaja približno od 1218–1220 ] in je eden najbolj prepoznavnih simbolov Berna. Ime Zyglogge je bernsko nemško in se v standardni nemščini prevede kot Urni zvon. Je ena najzgodnejših javnih naprav za merjenje časa, sestavljena iz urnega mehanizma, povezanega s kladivom, ki je pozvonilo na majhen zvonec vsako polno uro. Ura Zytglogge je ena izmed treh najstarejših ur v Švici.
Po prvi širitvi Berna je bil Zytglogge stolp z vrati v zahodnem obzidju. V tem času je bil to odprt stolp, visok le približno 16 m. Med drugo širitvijo, na Käfigturm, je bil zid Zytglogge odstranjen, stolp pa spuščen v drugo vrsto. Okoli leta 1270–1275 so stolpu dodali dodatnih 7 m, da je lahko gledal nad okoliške hiše. Po tretji razširitvi, na Christoffelturm, je bil Zytglogge spremenjen v ženski zapor. Najpogosteje so ga uporabljali za nastanitev Pfaddendirnen – 'duhovniških kurb', žensk, obsojenih zaradi spolnih odnosov s klerikalci. Takrat je Zytglogge dobil tudi svojo prvo poševno streho.
V velikem požaru leta 1405 je stolp popolnoma pogorel. Strukturne poškodbe so v celoti sanirali šele leta 1983. Zaporniške celice so opustili in nad vrati postavili uro. Ta ura je skupaj z zvonom, odlitim leta 1405, dala stolpu ime Zytglogge. Konec 15. stoletja je bil stolp okrašen s štirimi okrasnimi vogalnimi stolpiči in heraldičnimi simboli. Astronomska ura je bila razširjena na trenutno stanje v letih 1527–1530. Poleg astronomske ure ima Zytglogge še skupino mehanskih figur. Tri minute pred uro se predstavijo liki: petelin, norec, vitez, pipar, lev in medved. Živali se lovijo naokoli, norec pozvoni in petelin kikirika. Čez dan je običajno videti majhne množice, zbrane okoli vznožja Zytglogge, ki čakajo na začetek predstave.
Zunanjost Zytglogga sta v letih 1607–10 prebarvala Gotthard Ringgli in Kaspar Haldenstein, ki sta izdelala velike stene ure, ki danes prevladujejo na vzhodni in zahodni fasadi stolpa. Vogalni stolpci so bili ponovno odstranjeni nekje pred letom 1603. V letih 1770–71 sta Zytglogge obnovila Niklaus Hebler in Ludwig Emanuel Zehnder, ki sta strukturo prenovila tako, da je ustrezala okusom poznega baroka in dala stolpu sodobne obrise.
Obe fasadi je Rudolf von Steiger leta 1890 znova prebarval v rokokojski slog. Idealizirajoči zgodovinizem zasnove ni bil všeč v 20. stoletju, natečaj leta 1929 pa je ustvaril danes vidne fasadne zasnove: na zahodni fasadi freska Victorja Surbeka Začetek časa in na vzhodni fasadi rekonstrukcija zasnove Kurta Indermühleja iz leta 1770. V letih 1981–83 so Zytglogge ponovno temeljito prenovili in na splošno obnovili videz leta 1770.

### Stavba parlamenta
Stavba parlamenta (nemško Bundeshaus, francosko Palais fédéral, italijansko Palazzo federale, latinsko Curia Confoederationis Helveticae) je zgrajena vzdolž južnega roba polotoka in se nahaja na mestu nekdanjega obzidja Käfigturm. Stavbo uporabljajo švicarski zvezni svet ali izvršni organ ter parlament ali zvezna skupščina Švice. Kompleks vključuje Bundeshaus West (zgrajena v letih 1852–57), osrednjo stavbo parlamenta (zgrajena v letih 1894–1902) in Bundeshaus East (zgrajena v letih 1884–1892). Na osrednjem trgu pred stavbo parlamenta je bil leta 2004 zgrajen vodnjak. Trg je bil tlakovan z granitnimi ploščami in pod plato je bilo skritih 26 vodnih curkov, po en za vsak kanton. Zasnova trga je dobila dve mednarodni nagradi.
Osrednja stavba parlamenta je bila zgrajena tako, da je vidna in je na vrhu več velikih bakrenih kupol. Notranjost je okrasilo 38 umetnikov iz vseh koncev države. Tri glavne teme so vsa dela povezale. Prvo temo, nacionalno zgodovino, predstavljajo dogodki in osebe iz švicarske zgodovine. Sem spadajo Rütlischwur (je legendarna prisega, ki so jo ob ustanovitvi Stare švicarske konfederacije položili predstavniki treh ustanovnih kantonov, Uri, Schwyz in Unterwalden) ali ustanovitev Švice leta 1291 in figure, kot so Wilhelm Tell, Arnold von Winkelried in Niklaus von Flüe. Druga tema so temeljna načela, na katerih je bila osnovana Švica; vključno z neodvisnostjo, svobodo, ločitvijo vladnih oblasti, redom in varnostjo. Zadnja tema je kulturna in materialna raznolikost Švice; vključno s političnimi (zastopajo jih kantonske zastave), geografsko in socialno.
Dve dvorani, kjer se sestajata Narodni svet in Svet držav, ločuje Dvorana kupole. Sama kupola ima zunanjo višino 64 m in notranjo višino 33 m. Mozaik v središču predstavlja zvezni grb skupaj z latinskim geslom Unus pro omnibus, omnes pro uno (Eden za vse in vsi za enega), obdan z grbom 22 kantonov, ki so obstajali leta 1902, zunaj mozaika je bil postavljen grb kantona Jura, ustvarjen leta 1979.
- Južno lice stavbe Parlamenta preko reke Aare
- Kupola palače. Ime Jura je mogoče prebrati na dnu slike, ki označuje, kje je grb kantona Jura.
- Severna stran stavbe parlamenta in Bundesplatz (Confederation Plaza)
- Severna fasada stavbe Parlamenta prikazuje povezavo z obema Bundesrathaus

### Untertorbrücke
Main article: Untertorbrücke
Untertorbrücke (nemško za 'most pri spodnjih vratih') je najstarejši most v Bernu, ki še obstaja. Prvotni most, najverjetneje lesen, je bil zgrajen leta 1256 in je prečkal Aare pri gradu Nydegg. Most je bil uničen v poplavi leta 1460. V enem letu se je začela gradnja novega kamnitega mostu. Majhna Mariakapelle (Marijina kapela), ki stoji ob stebru mostu na mestni strani, je bila blagoslovljena leta 1467. Vendar je bil most končan šele leta 1490. Novi most je bil dolg 52 metrov, trije loki imajo razpetine 13,5 m, 15,6 m in 13,9 m. Most je bil večkrat spremenjen, vključno z odstranitvijo kamnitih varovalnih ograj, ki so jih v letih 1818–19 zamenjali z železnimi.
Do izgradnje Nydeggbrücke leta 1840 je bil Untertorbrücke edini most, ki je prečkal Aare blizu Berna.

### Cerkev Nydegg
Prvi grad Nydegg je okoli leta 1190 zgradil vojvoda Berchtold V. von Zähringen ali njegov oče Berchtold IV. kot del obrambe mesta. Po drugi širitvi so leta 1268 grad prebivalci Berna porušili. Grad je stal približno tam, kjer danes stoji cerkveni kor, cerkveni stolp pa je slonel na južnem vogalu donžona.
Od leta 1341 do 1346 je bila na ruševinah gradu zgrajena cerkev z majhnim zvonikom. Potem je bil med letoma 1480 in 1483 cerkvi prizidan stolp. Osrednja ladja je bila obnovljena med letoma 1493 in 1504. Leta 1529 je bila po reformaciji cerkev Nydegg uporabljena kot skladišče lesa in žita. Kasneje, leta 1566, je bila cerkev spet uporabljena za bogoslužja in je bila leta 1721 postavljena pod Münster.

### Cerkev sv. Duha
Cerkev svetega duha (nemško Heiliggeistkirche) je švicarska reformirana cerkev na Spitalgasse 44. Je ena največjih švicarskih reformiranih cerkva v Švici. Prva cerkev je bila kapela, zgrajena za bolnišnico in opatijo Svetega Duha. Kapela, bolnišnica in opatija so bili prvič omenjeni leta 1228 in so bili takrat približno 150 metrov pred zahodnimi vrati prvega mestnega obzidja. To stavbo je med letoma 1482 in 1496 nadomestila druga cerkev. Leta 1528 so jo reformatorji sekularizirali in zadnja dva meniha v opatiji pregnali iz Berna. V naslednjih letih so jo uporabljali kot kaščo. Leta 1604 so jo znova uporabljali za verske storitve kot bolnišnično cerkev za Oberer Spital. Druga cerkev je bila porušena leta 1726, da se je ustvaril prostor za novo cerkveno stavbo, ki jo je v letih 1726–29 zgradil Niklaus Schiltknecht.
Prve orgle v novi cerkvi so postavili leta 1804, leta 1933 pa so jih nadomestile druge. V cerkvi je šest zvonov, eden največjih je bil odlit leta 1596, drugi pa leta 1728. Vsi štirje drugi zvonovi so bili odliti leta 1860. [35] Notranjost podpira 14 monolitnih stebrov iz peščenjaka in ima v severnem delu ladje samostoječo prižnico. Podobno kot stolnica sv. Pierra v Ženevi ima tudi cerkev Svetega Duhaprostora za približno 2000 ljudi in je ena največjih protestantskih cerkva v Švici.
Med letoma 1693 in 1698 je bil glavni minister bolnišnice teolog pietist Samuel Heinrich König. V letih 1829 in 1830 je bil cerkveni vikar pesnik Jeremias Gotthelf.

### Fontane
V mestu Bern je več kot 100 javnih vodnjakov, od katerih je enajst okronanih z renesančnimi alegoričnimi kipi. Kipi so nastali v obdobju državljanskega izboljšanja, ki se je zgodilo, ko je Bern v 16. stoletju postal glavno mesto-država. Fontane so bile prvotno zgrajene kot javni vodovod. Ko je Bern postajal močnejši, so prvotne fontane razširili in okrasili, vendar so ohranile svoj prvotni namen.
Skoraj vse fontane iz 16. stoletja, razen Zähringerjevega vodnjaka, ki ga je ustvaril Hans Hiltbrand, so delo fribourškega mojstra Hansa Gienga.
- Vodnjak Läufer
- Vodnjak pravičnosti
- Vennerbrunnen
- Mojzes z desetimi zapovedmi
- Samson je ubil leva
- Vodnjak Zähringer z Zytgloggejem v ozadju
- Ogre ima vrečo otrok, ki čakajo, da jih požre
- Kip Ane Seiler, ustanoviteljice Bernove bolnišnice leta 1354